# Redifusión
La redifusión (también llamada sindicación) es la distribución de contenidos informativos o lúdicos de un emisor original por otro, que adquiere los derechos mediante un contrato o licencia. Esta transmisión puede llevarse a cabo en cualquier medio de comunicación.

## Tipos de redifusión

### Redifusión televisiva
Una productora de televisión normalmente realiza sus programas merced a un contrato previo con alguna cadena, que se reserva en exclusiva sus derechos de emisión. Sin embargo, una vez agotado el primer contrato, la productora puede firmar contratos de redifusión, en los que otorga licencias a otras cadenas de televisión para emitir repeticiones de los episodios, intentando obtener nuevos ingresos económicos. Esto ha permitido la popularización mundial de muchas series míticas inicialmente creadas para un mercado muy concreto, como las emisoras estadounidenses de televisión por cable.
También existen programas que se crean exclusivamente para la redifusión, y no para alguna cadena específica. Estos programas son vendidos a una emisora por mercado o área, tanto nacionalmente y mundialmente. Esto puede ser lucrativo si tiene éxito, pero la distribuidora solamente puede ser capaz de vender el programa a un número limitado de mercados.
Los programas distribuidos mediante este proceso deben ser emitidos semanalmente o diariamente. Concursos, programas de entrevistas, programas de noticias, de entretenimiento o de «tabloides», son emitidos diariamente en días laborales, mientras la mayoría de otra programación distribuida por vía de radiodifusión está emitida semanalmente.

### Redifusión de prensa
Este tipo de redifusión ocurre cuando diarios o revistas licencian artículos, columnas, tiras cómicas, y otro contenido a tales publicaciones como periódicos, revistas, y sitios web.

### Redifusión de contenidos web
Parte del contenido de una página web se pone a disposición de otros sitios o suscriptores individuales mediante fuentes web, también conocidas con el vocablo inglés «feeds», con el fin de aprovisionar a otras personas un sumario o actualización de contenido agregado recientemente a sitios (por ejemplo, contenido de noticias o mensajes de foros). El estándar de redifusión web más extendido es RSS, seguido por Atom. Los programas informáticos compatibles con alguno de estos estándares consultan periódicamente una página con titulares que enlazan con los artículos completos en el sitio web original. A diferencia de otros medios de comunicación, los derechos de redifusión de contenidos web suelen ser gratuitos, y no suele mediar un contrato entre las partes sino una licencia de normas de uso.
En síntesis, la redifusión de contenidos web es el proceso que permite la distribución de feeds.

### Redifusión de radio
La redifusión de radio funciona generalmente en la misma manera que la televisiva, pero a las estaciones de radio (normalmente de FM) se les permite obtener programación de grandes cadenas nacionales, a las que normalmente están adscritas de forma permanente mediante un contrato previo.